# Marcus King
Marcus King (Greenville, 11 marzo 1996) è un chitarrista e cantautore statunitense.
Considerato uno dei massimi chitarristi di musica country e southern rock, Marcus King è il frontman della The Marcus King Band dal 2013. 
A partire dal 2020 ha anche intrapreso una carriera solista. King ha collaborato con numerosi artisti di fama mondiale tra i quali i Lynyrd Skynyrd e i Greta van Fleet.

## Biografia
Nato in Carolina del Sud, King è un musicista di quarta generazione e per questo si avvicina al mondo della musica in tenera età. Da giovane Marcus è solito cantare nella chiesa locale alcuni canti gospel durante la messa.
Nel 2013 forma il complesso The Marcus King Band assieme a Jack Ryan (batteria), Stephen Campbell (basso) e Drew Smithers (chitarra). Il gruppo, di forte ispirazione country, ottiene un contratto con la Fantasy Records e pubblica il primo disco nel 2015 dal titolo "Soul of Insight".
Con la band pubblicherà altri due album (nel 2016 "The Marcus King Band"  e nel 2018 "Carolina Confessions") e anche un EP ("Due North" del 2017); tutti i progetti del gruppo hanno ottenuto un ampio successo di critica e commerciale.
Il 17 gennaio 2020, King pubblica il suo primo lavoro solista "El Dorado", prodotto da Dan Auerbach e registrato a Nashville, Tennessee. Il disco arriva al primo posto nelle classifiche blues statunitensi e viene candidato come "miglior disco di genere Americana" ai Grammy Awards del 2021
Il 26 agosto 2022, King rilascia il suo secondo lavoro in proprio dal titolo "Young Blood", anche questo disco come il suo predecessore raggiunge la vetta delle classifiche blues americane.
Nel 2024 egli annuncia l'uscita del suo terzo album in studio "Mood Swings", con un conseguente tour mondiale. Il disco sarà prodotto dal noto discografico Rick Rubin.

## Vita privata
Il 19 febbraio 2023 Marcus ha sposato Briley Hussey a Nashville.

## The Marcus King Band

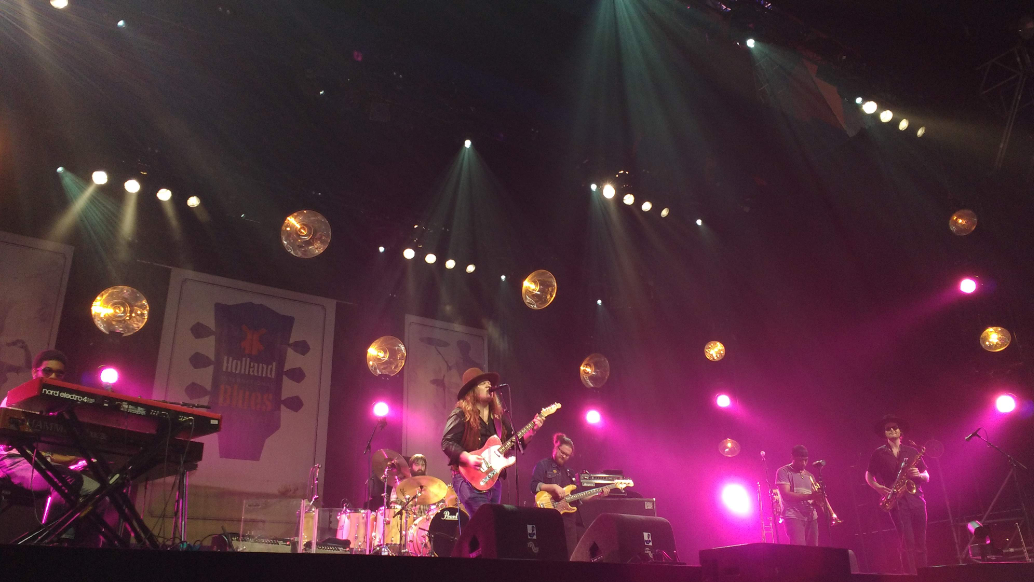
La band in concerto nel 2018

Formatisi nel 2013, i The Marcus King Band hanno pubblicato tre album in studio e un EP.

### Formazione

#### Membri
- Marcus King - voce, chitarra solista
- Jack Ryan - batteria
- Stephen Campbell - basso
- Drew Smithers - chitarra

#### Musicisti di supporto
- Chris Spies - sassofono
- Mike Runyon - tastiere

## Discografia

### Solista

#### Album in studio
| Anno | Titolo      | Massima posizione in classifica | Massima posizione in classifica |
| Anno | Titolo      | US Blues                        | Billboard Hot 200               |
| ---- | ----------- | ------------------------------- | ------------------------------- |
| 2020 | El Dorado   | 1                               | 142                             |
| 2022 | Young Blood | 1                               | —                               |
| 2024 | Mood Swings | 1                               | —                               |

### Con i The Marcus King Band

#### Album in studio
| Anno | Titolo               | Massima posizione in classifica | Massima posizione in classifica |
| Anno | Titolo               | US Blues                        | Billboard Hot 200               |
| ---- | -------------------- | ------------------------------- | ------------------------------- |
| 2015 | Soul Insight         | 8                               | 142                             |
| 2016 | The Marcus King Band | 2                               | 17                              |
| 2018 | Carolina Confessions | 2                               | 13                              |

#### EP
| Anno | Titolo    | Massima posizione in classifica | Massima posizione in classifica |
| Anno | Titolo    | US Blues                        | Billboard Hot 200               |
| ---- | --------- | ------------------------------- | ------------------------------- |
| 2017 | Due North | 2                               | —                               |